# King Vidor

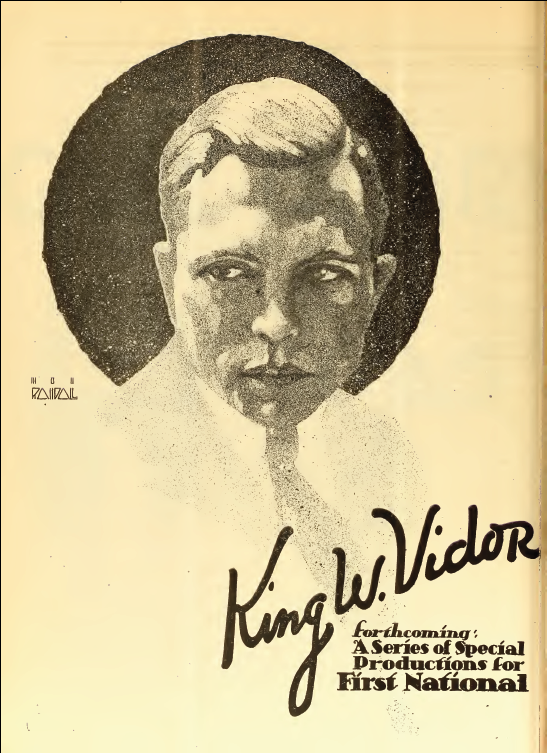
King Vidor in einem Film-Magazin (1919)

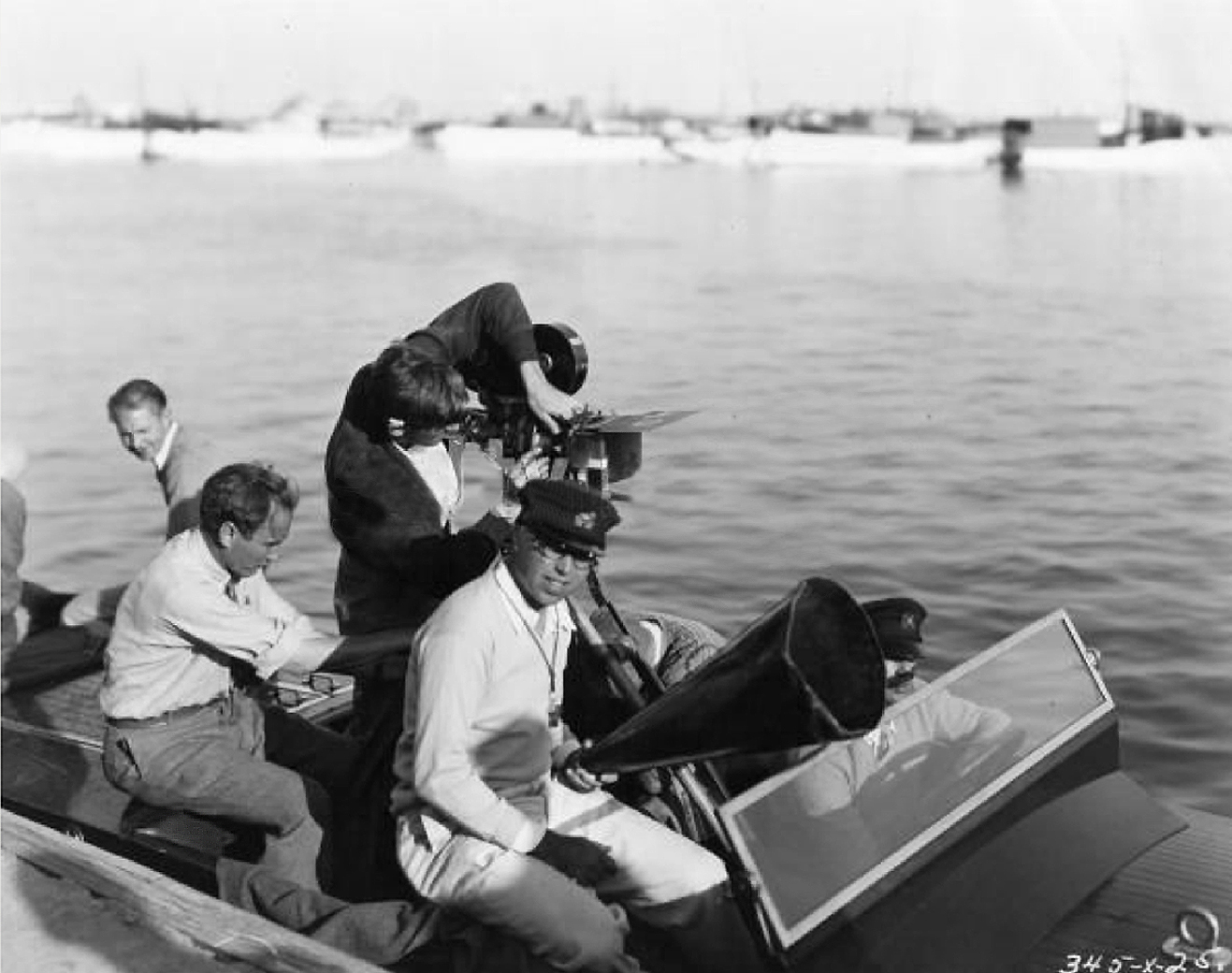
King Vidor (vorne) bei Dreharbeiten zum Film The Patsy (1928)

King Wallis Vidor (* 8. Februar 1894 in Galveston, Texas; † 1. November 1982 in El Paso de Robles, Kalifornien) war ein US-amerikanischer Filmregisseur, Filmproduzent und Drehbuchautor, dessen Filmkarriere nahezu sieben Dekaden umfasste. Er war insgesamt fünfmal für den Oscar in der Kategorie Beste Regie nominiert und erhielt 1979 einen Ehrenoscar für sein Lebenswerk.

## Leben und Karriere
King Vidor wurde als Sohn eines wohlhabenden Holzhändlers geboren und überlebte als Kind den Galveston-Hurrikan von 1900.
Schon früh vom neuen Medium des Kinos begeistert, begann er seine Karriere als freier Kameramann und heiratete 1915 die aufstrebende Filmschauspielerin Florence Arto. Beide gingen nach Hollywood, wo seine Frau rasch zu einem bekannten Star aufstieg. King Vidor arbeitete in verschiedenen Positionen, ehe er als Regisseur bei Universal unter Vertrag kam. Seinen ersten abendfüllenden Spielfilm drehte er 1919 mit der Produktion von The Turn in the Road, für den er auch das Drehbuch schrieb. Kurze Zeit später gründete er sein eigenes Studio Vidor Village und drehte eine Reihe von kostengünstig hergestellten Melodramen, oft mit seiner Frau in der Hauptrolle. Der Erfolg von Peg o’ My Heart aus dem Jahre 1922 verschaffte ihm einen Vertrag mit den alten Metro Studios, die 1924 zur MGM verschmolzen.
1925 wurde er durch den Kriegsfilm Die große Parade (The Big Parade) zu einem der berühmtesten Filmregisseure von Hollywood, der Film war nicht nur bei Kritikern ein Erfolg, sondern auch einer der kommerziell erfolgreichsten Filme der gesamten Stummfilmära. Vidors The Big Parade thematisierte wie kaum ein Film zuvor die Schrecken des Ersten Weltkrieges. Ein Jahr später wurde Vidor ausersehen, bei dem Debüt von Lillian Gish bei MGM, der opulenten Verfilmung von La Bohème Regie zu führen, in dem wieder John Gilbert die männliche Hauptrolle hatte. Mit Ein Mensch der Masse (The Crowd), der nach langer Drehzeit 1928 in den Verleih kam, etablierte sich Vidor als einer der innovativen Filmschaffenden der Industrie. Der Film erzählt die traurige Geschichte eines Ehepaares, das bei seinem Versuch, den amerikanischen Traum zu realisieren, hinter ihren Erwartungen zurückbleibt und daran zu scheitern droht.
Kurze Zeit später drehte Vidor drei sehr erfolgreiche Komödien mit Marion Davies, darunter Es tut sich was in Hollywood (Show People), einen seiner größten kommerziellen Erfolge. Sein Prestige war mittlerweile so groß, dass Studioboss Louis B. Mayer ihm völlig freie Hand bei der Wahl seines Tonfilmdebüts gab. Vidor wählte mit Hallelujah (1929) einen Stoff, der ausschließlich mit Afroamerikanern besetzt war und der zahlreiche innovative Möglichkeiten, die der Ton bei der Dramaturgie eröffnete, auslotete – Hallelujah gilt heute als erster Film eines großen Hollywood-Studios mit schwarzen Hauptfiguren. Der Film war ein kommerzieller Reinfall, so dass Vidor in der Folgezeit einige künstlerisch weniger anspruchsvolle, doch finanziell erfolgreiche Filme drehte. Darunter war Der Champ, der Wallace Beery einen Oscar als bester Hauptdarsteller einbrachte für seine Darstellung eines abgehalfterten Boxers, der seinem kleinen Sohn Jackie Cooper zuliebe ein Comeback startet und am Ende im Ring stirbt.
1934 drehte Vidor mit Unser tägliches Brot einen flammenden Appell für den sogenannten New Deal von Präsident Roosevelt mit seiner Schilderung einer idealen Gemeinschaft, die auf alle Ansätze des Kapitalismus verzichtet, um ihre Werte aus dem Gemeinschaftseigentum zu schöpfen. In den späteren Jahren war der Regisseur hauptsächlich mit kommerziellen Stoffen beschäftigt und seine Werke aus dieser Zeit wie Stella Dallas von 1937 oder H.M. Pulham, Esq. von 1941 waren intelligent in Szene gesetzte, handwerklich perfekt choreographierte Filme auf gehobenem Niveau, die anspruchsvolle Stoffe auch für breitere Gesellschaftsschichten akzeptabel auf die Leinwand brachten. 1939 drehte er als Nebenregisseur an dem Filmklassiker Der Zauberer von Oz einige der in Kansas spielenden Szenen, darunter auch die berühmte Gesangseinlage Over the Rainbow von Judy Garland. 1944 konnte er sein Herzensprojekt An American Romance (1944) verwirklichen, das die Erfolgsgeschichte eines Einwanderers in die USA beschreibt, war allerdings mit der Betreuung des Films von MGM, die den Film eigenmächtig umschnitten, unzufrieden. Daraufhin verließ er das Studio nach zwei Jahrzehnten.
1946 führte er für den Produzenten David O. Selznick an dem aufwendigen und starbesetzten Western Duell in der Sonne (1946) die Regie. Die Dreharbeiten zogen sich über fast ein Jahr hin und es schlossen sich endlose Streitereien mit dem Zensor an. Der Film blieb in der Reaktion von Publikum und Kritikern hinter den sehr hohen Erwartungen zurück, hat aber bis heute seine Anhänger und wird auch in der Filmwissenschaft rezipiert. In den folgenden Jahren drehte Vidor für verschiedene Studios gedreht, allerdings versank seine Karriere nach allgemeiner Ansicht zusehends im Mittelmaß. Sein bekanntester Film aus dieser Zeit ist Ein Mann wie Sprengstoff (The Fountainhead) mit Gary Cooper, basierend auf dem Roman der einflussreichen Autorin Ayn Rand, die mit Vidors Film erstmals in Hollywood rezipiert wurde. Er drehte vermehrt Melodramen, wie Der Stachel des Bösen mit Bette Davis oder Wildes Blut mit Jennifer Jones. 1956 gewann er mit der ernsthaften und intelligenten Adaption von Krieg und Frieden (1956) den Respekt der Kritiker zurück. 1959 inszenierte Vidor mit der aufwendigen Bibelverfilmung Salomon und die Königin von Saba seinen letzten Spielfilm, dessen Dreharbeiten durch den plötzlichen Tod des Hauptdarstellers Tyrone Power überschattet wurden.
Zu Beginn der 1960er zog sich Vidor weitgehend von der Leinwand zurück und begann an der UCLA Filmtheorie zu lehren. Bereits 1953 hatte er seine Autobiografie A Tree is a Tree veröffentlicht. 1964 gewann er einen Spezialpreis beim Edinburgh Film Festival. 1979 wurde ihm schließlich ein Ehrenoscar für sein Gesamtwerk verliehen, nachdem er selber fünf Mal für den Oscar nominiert worden war. Im selben Jahr veröffentlichte er auch die Dokumentation The Metaphor, was seine letzte Regiearbeit wurde. Im hohen Alter schrieb er das Drehbuch The Actor, inspiriert von dem Leben James Murrays, des Hauptdarstellers von The Crowd, dessen Alkoholsucht seine vielversprechende Karriere ruinierte und zu einem frühen Tod führte. Robert De Niro und Ryan O’Neal waren der Hauptrolle nicht abgeneigt, doch Vidor konnte den Film nicht mehr realisieren. Zuletzt stand er 1981 für die Komödie Love & Money von James Toback an der Seite von Klaus Kinski vor der Kamera und erhielt für seine Nebenrolle als Großvater viel Lob.

## Privates
Vidor war dreimal verheiratet und arbeitete mit allen drei Ehefrauen auch beruflich zusammen. Mit Florence Vidor drehte er während ihrer Ehe von 1915 bis 1924 zahlreiche Filme. Das gemeinsame Kind Suzanne (1918–2003) wurde später von Florences neuem Ehemann Jascha Heifetz adoptiert. Von 1926 bis 1931 war er mit Eleanor Boardman verheiratet, die gemeinsamen Töchter sind Antonia (1927–2012) und Belinda (* 1930). Boardman spielte unter anderem die weibliche Hauptrolle in The Crowd. Die späteren Sorgerechtsstreitigkeiten um die beiden Töchter sollten Vidor noch über gut zwei Jahrzehnte begleiten. 1932 heiratete er Elizabeth Hill, die als Drehbuchautorin an einigen seiner Filme mitarbeitete und mit der er bis zu ihrem Tod 1978 zusammenblieb.
Politisch war Vidor Republikaner und 1944 ein Gründungsmitglied in der Motion Picture Alliance for the Preservation of American Ideals. King Vidor verstarb 1982 im Alter von 88 Jahren an einer Herzerkrankung auf seiner Ranch in Paso de Robles.

## Stil und Rezeption

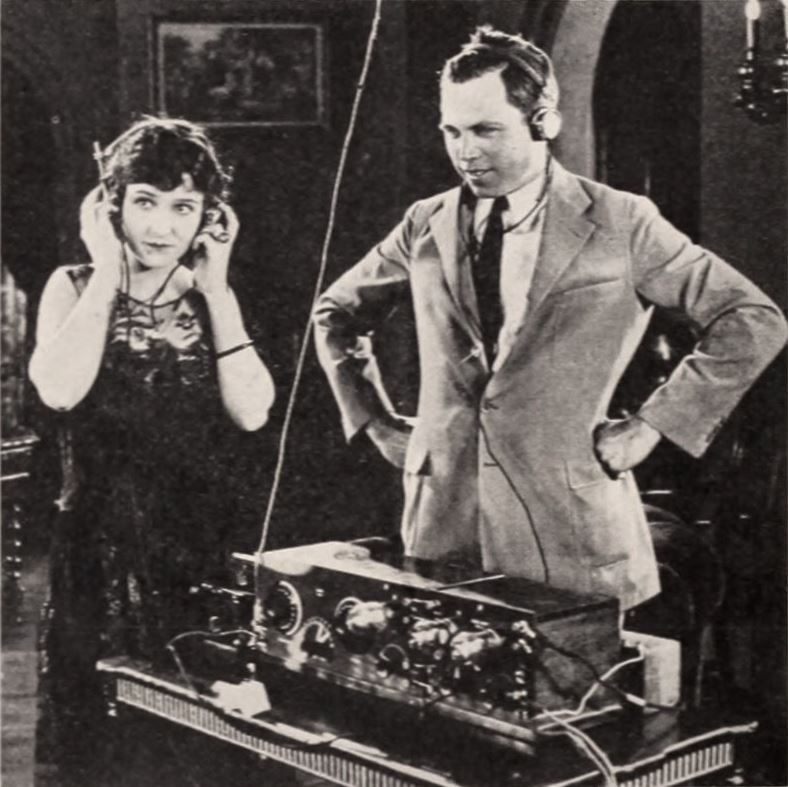
King Vidor und seine erste Ehefrau Florence hören eine Radioübertragung (Filmmagazin, 1922)

King Vidors Laufbahn als Regisseur erstreckte sich über insgesamt 67 Jahre von 1913 bis 1980, was ihm sogar einen Eintrag in das Guinness-Buch der Rekorde als amerikanischer Regisseur mit der längsten Regiekarriere einbrachte. Vielen Kritikern fällt es schwer, einen klar erkennbaren Stil bei Vidor auszumachen: Er pendelte häufig zwischen eigenen Wunschprojekten und Routineproduktionen für die großen Hollywood-Studios. Wie viele Hollywood-Regisseure seiner Zeit inszenierte er Filme aus fast allen Genres; zudem war er ein experimentierfreudiger Regisseur, der ausgehend vom Stoff einen bestimmten Erzählstil suchte und nicht umgekehrt. „Die filmhistorische Beschäftigung mit ihm kennt kaum Kontinuität“, obwohl einige seiner Titel als Filmklassiker gelten dürfen, und fordere daher noch immer neue Lesarten und Entdeckungen heraus, schrieben Karin Herbst-Meßlinger, Rainer Rother und Connie Betz 2020.
Typisch für Vidor sind die sensible Beschreibung von Seelenzuständen der Figuren sowie starke Stimmungsumschwünge innerhalb des Filmhandlung. So ist die erste Hälfte von The Big Parade eine heitere Komödie vor Kriegshintergrund, deren Stimmung dann in ein hartes Kriegsdrama umschlägt, wenn das Kampffeld erstmals betreten wird. Martin Scorsese bezeichnete Vidor als „fortdauernde Inspiration“ und nennt dessen Filme „voll von beeindruckenden Kulissen und Visionen“. Sie würden zugleich Ideen und Werte seiner Generation wie einen leidenschaftlichen Zukunftsoptimismus ausdrücken, die auf heutige Zuschauer zunächst fremd wirken könnten.
Richard Schickel beschreibt Vidor als Regisseur mit einem philosophischen Ansatz, der in seinen Filmen nach universellen Kräften suche, die moralisch oder geschichtlich das Leben der Menschen beeinflussen. Insbesondere seine Filme wie The Big Parade, The Crowd und Our Daily Bread, bei denen Vidor zugleich als Produzent und Drehbuchautor verantwortlich war, werden sehr geschätzt und stellen auch soziale und politische Themen in den Vordergrund. Er zeichnet darin immer wieder Bilder der amerikanischen Gesellschaft mit ihren unsichtbaren Klassenlinien und Denkweisen. Insbesondere in seinen späteren Filmen über mit der Gesellschaft in Konflikt geratende Frauen (wie Stella Dallas, Duel in the Sun oder Ruby) bedient er sich häufiger einem melodramatischen Ton. Zugleich ist sein Werk an vielen Stellen dokumentarisch angehaucht – so zeigt er Arbeitsabläufe in Industrie und Landwirtschaft so intensiv wie kein anderer Hollywood-Regisseur seiner Zeit, auch seine Idee, bei The Crowd mit versteckter Kamera „auf der Straße“ zu drehen, war für Hollywood-Filme beispiellos und inspirierte mit diesem Realismus europäische Kunstfilme.
Die Internationalen Filmfestspiele Berlin widmeten die Retrospektive der 70. Berlinale im Jahr 2020 King Vidor mit folgender Begründung: „Vidor nimmt einen zentralen Platz in der Geschichte des US-amerikanischen Kinos ein und hat als einer der wichtigsten Regisseure gegen Ende der Stummfilmära und während der nachfolgenden Blütezeit Hollywoods einen bleibenden Eindruck hinterlassen. Das Ausloten des Potenzials der Filmsprache und die Auseinandersetzung mit den sozialen Fragen seiner Zeit begleiten sein gesamtes Œuvre. (…) Vidor entwickelte seine Kunst quer durch alle Genres, stets interessiert an filmtechnischen Innovationen und mit Hingabe an die Arbeit mit den bedeutendsten Schauspieler*innen seiner Zeit.“

## Auszeichnungen
Oscar
- 1929: Nominierung für die Beste Regie für Ein Mensch der Masse
- 1930: Nominierung für die Beste Regie für Hallelujah
- 1932: Nominierung für die Beste Regie für Der Champ
- 1939: Nominierung für die Beste Regie für Die Zitadelle
- 1957: Nominierung für die Beste Regie für Krieg und Frieden
- 1979: Ehrenoscar für sein Lebenswerk

Golden Globe Award
- 1957: Nominierung für die Beste Regie für Krieg und Frieden

Directors Guild of America
- 1957: Nominierung für die Beste Regie für Krieg und Frieden
- 1957: Auszeichnung für sein Lebenswerk

Los Angeles Film Critics Association Awards
- 1977: Auszeichnung für sein Lebenswerk

Internationale Filmfestspiele von Venedig
- 1932: Nominierung für Der Champ
- 1935: Nominierung für The Wedding Night
- 1935: Auszeichnung als Bester Regisseur für The Wedding Night
- 1948: Nominierung für Duell in der Sonne
- 1982: Goldener Löwe für sein Lebenswerk

Hollywood Walk of Fame
- 1960: Stern für seine Filmarbeit (6743 Hollywood Blvd.)

## Filmografie
Als Regisseur (komplett)
- 1913: The Grand Military Parade (Kurzfilm)
- 1913: Hurricane in Galveston (Kurzfilm)
- 1918: Bud’s Recruit (Kurzfilm)
- 1918: The Chocolate of the Gang (Kurzfilm)
- 1918: The Lost Lie (Kurzfilm)
- 1918: Tad’s Swimming Hole (Kurzfilm)
- 1918: Marrying Off Dad (Kurzfilm)
- 1918: The Accusing Toe (Kurzfilm)
- 1918: Thief or Angel (Kurzfilm)
- 1918: The Rebellion (Kurzfilm)
- 1918: The Preacher’s Son (Kurzfilm)
- 1918: A Boy Built City  (Kurzfilm)
- 1918: I’m a Man (Kurzfilm)
- 1918: Love of Bob (Kurzfilm)
- 1918: Dog vs. Dog (Kurzfilm)
- 1918: The Three Fives (Kurzfilm)
- 1918: The Case of Bennie (Kurzfilm)
- 1918: Kid Politics (Kurzfilm)
- 1919: The Turn in the Road (auch Drehbuch)
- 1919: Better Times
- 1919: The Other Half
- 1919: Poor Relations
- 1920: The Family Honor (auch Produktion)
- 1920: The Jack-Knife Man – Das Findelkind (The Jack-Knife Man) (auch Produktion)
- 1921: The Sky Pilot
- 1921: Love Never Dies (auch Drehbuch und Produktion)
- 1922: Real Adventure (auch Produktion)
- 1922: Dusk to Dawn
- 1922: Conquering the Woman (auch Produktion)
- 1922: Peg o’ My Heart
- 1923: The Woman of Bronze
- 1923: Ein Mädchen und drei alte Narren (Three Wise Fools) (auch Drehbuch)
- 1924: Wild Oranges (auch Drehbuch)
- 1924: Happiness
- 1924: Wine of Youth (auch Drehbuch und Produktion)
- 1924: Der lachende Kavalier (His Hour) (auch Drehbuch)
- 1924: The Wife of the Centaur
- 1925: Proud Flesh
- 1925: Die große Parade (The Big Parade) (auch Drehbuch und Produktion)
- 1926: La Bohème (La Bohème)
- 1926: Galgenhochzeit (Bardelys the Magnificent)
- 1928: Ein Mensch der Masse (The Crowd) (auch Drehbuch und Produktion)
- 1928: Ein Mädel mit Tempo (The Patsy)
- 1928: Es tut sich was in Hollywood (Show People) (auch Produktion)
- 1929: Hallelujah (Hallelujah!) (auch Drehbuch und Produktion)
- 1930: Not So Dumb (auch Produktion)
- 1930: Billy the Kid (auch Produktion)
- 1931: Street Scene
- 1931: Der Champ (The Champ) (auch Produktion)
- 1932: Luana (Bird of Paradise) (auch Produktion)
- 1932: Cynara
- 1933: Rückkehr aus der Fremde (The Stranger’s Return)
- 1934: Unser tägliches Brot (Our Daily Bread) (auch Drehbuch und Produktion)
- 1935: Die Nacht der Liebe (The Wedding Night)
- 1935: Die Farm am Mississippi (So Red the Rose)
- 1936: Grenzpolizei Texas (Texas Rangers) (auch Drehbuch und Produktion)
- 1937: Stella Dallas
- 1938: Die Zitadelle (The Citadel)
- 1939: Der Zauberer von Oz (The Wizard of Oz) (ungenannt, nur wenige Szenen)
- 1940: Nordwest-Passage (North West Passage)
- 1940: Comrade X (auch Produktion)
- 1941: H.M. Pulham, Esq. (auch Drehbuch)
- 1944: An American Romance (auch Drehbuch und Produktion)
- 1946: Duell in der Sonne (Duel in the Sun)
- 1948: On Our Merry Way
- 1949: Ein Mann wie Sprengstoff (The Fountainhead)
- 1949: Der Stachel des Bösen (Beyond the Forest)
- 1951: Lightning Strikes Twice
- 1952: Japanese War Bride
- 1952: Wildes Blut (Ruby Gentry) (auch Produktion)
- 1954: Light’s Diamond Jubilee (Fernseh-Dokumentation)
- 1955: Mit stahlharter Faust (Man Without a Star)
- 1956: Krieg und Frieden (War and Peace) (auch Drehbuch)
- 1959: Salomon und die Königin von Saba (Solomon and Sheba)
- 1964: Truth and Illusion: An Introduction to Metaphysics (Dokumentarfilm)
- 1973: A Personal Culture: Artist Tony Duquette (Dokumentarfilm)
- 1980: The Metaphor (Dokumentarfilm)

Weitere Tätigkeiten
- 1923: Der Markt der Seelen (Souls for Sale) (Cameo)
- 1982: Love & Money (als Schauspieler)